# ヴィットーリオ・アメデーオ3世
ヴィットーリオ・アメデーオ3世（イタリア語: Vittorio Amedeo III、1726年5月24日 - 1796年10月16日）は、サルデーニャ王国の第3代国王（在位：1773年2月20日 - 1796年10月16日）。カルロ・エマヌエーレ3世と、2度目の妃ポリッセナ・ダッシア＝ローテンブルグの子。

## 生涯

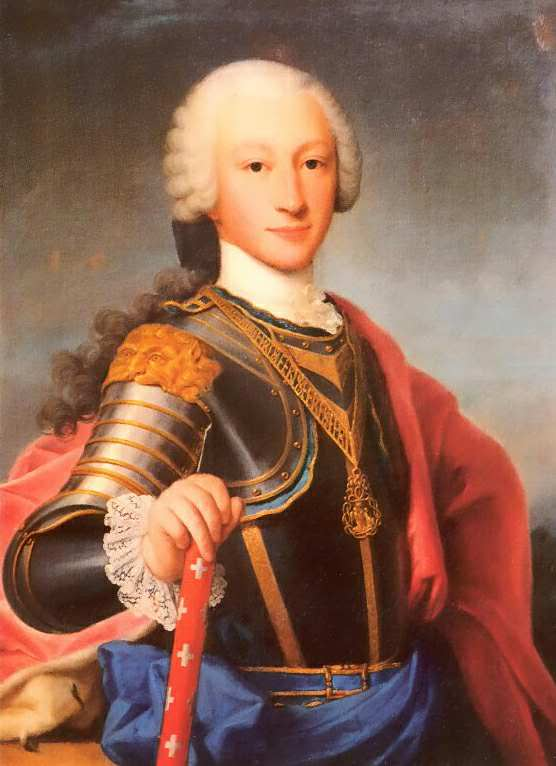
ヴィットーリオ・アメデーオ3世

1726年にトリノで生まれ、即位するまでは「サヴォイア公」という称号だった。1773年に父が亡くなると王位についた。
フランス革命が勃発する前は、サルデーニャ王国で内政改革を推進した。
フランス革命の勃発直後、亡命してきた娘婿アルトワ伯爵とその妻子を保護し、1791年にはアデライード王女とヴィクトワール王女を保護した。第一次対仏大同盟にも参加したが、モンテノッテの戦い、ミッレージモの戦い、モンドヴィの戦いなどで連敗し、パリ条約を結ばされて同盟から脱落した。同年に病没し、トリノのスペルガ聖堂に埋葬され、後を長子のカルロ・エマヌエーレ4世が継いだ。

## 人物
ナイーブだが、家臣にはその寛大さで愛されたという。

## 家族
1750年に、スペイン王フェリペ5世と後妻エリザベッタ・ファルネーゼの娘マリーア・アントニア（1729年 - 1785年）と結婚した。結婚生活は良好で、マリーア・アントニアがヴィットーリオ・アメデーオ3世の政策に影響を与えることはなかったという。2人は6男6女をもうけた。
1. カルロ・エマヌエーレ4世（1751年 - 1819年）
2. マリーア・エリザベッタ（1752年 - 1753年）
3. マリーア・ジュゼッピーナ・ルイーザ（1753年 - 1810年） - フランス王ルイ18世と結婚（夫の即位前に死去）
4. アメデーオ・アレッサンドロ（1754年 - 1755年） - モンフェッラート公。
5. マリーア・テレーザ（1756年 - 1805年） - フランス王シャルル10世と結婚（夫の即位前に死去）
6. マリーア・アンナ（1757年 - 1824） - 叔父シャブレー公ベネデットと結婚
7. ヴィットーリオ・エマヌエーレ1世（1759年 - 1824年）
8. マリーア・クリスティーナ・ジュゼッピーナ（1760年 - 1768年）
9. マウリツィオ・ジュゼッペ・マリーア（ 1762年 - 1799年） - モンフェッラート公
10. マリーア・カロリーナ・アントニエッタ（1764年 - 1782年） - ザクセン王アントンと結婚（夫の即位前に死去）。
11. カルロ・フェリーチェ（1765年 - 1831年）
12. ジュゼッペ・ベネデット（1766年 - 1802年） - モリアーナ伯（ - 1796年）、アスティ伯（1796年 - 1802年）